# Єн Біяо
Єн Піу (кит.: 元彪, англ. Yuen Biao, «Тигр Юнь»; *27 липня 1957, Нанкін) — гонконгський актор, спеціалізується на фільмах з бойовими мистецтвами.

## Біографія
Народився Єн в Нанкіні (Китайська Народна Республіка) в 1957 році, у віці 6 років переїхав до Гонконгу. Єн Піу — псевдонім, який він отримав в гонконзькій театральній школі; ім'я при народженні — Ця Лінчжен. Він знявся в більш ніж 100 фільмах і є одним з найвідоміших азійських акторів. Біяо є одним з «Семи везунчиків» (випускників школи пекінської опери, що стали популярними акторами). У 1960-х вчитель школи емігрував з сім'єю в США. Театральна трупа теж поїхала в США з показовими виступами. Після завершення туру він залишився в США і допомагав вчителеві, але через рік повернувся до Гонконгу.
Бяо знімався в багатьох фільмах разом з Джекі Чаном і Саммо Хунгом.

## Фільмографія
| Рік  |   | Українська назва                     | Оригінальна назва  | Роль                          |
| ---- | - | ------------------------------------ | ------------------ | ----------------------------- |
| 1966 | ф | Сім маленьких тигрів                 | 兩湖十八鏢(上集)   | дитина                        |
| 1966 | ф | Сім маленьких тигрів 2               | 兩湖十八鏢(下集)   | дитина                        |
| 1972 | ф | Кулак люті                           | 精武門             | учень                         |
| 1972 | ф | Хапкідо                              | 合氣道             | учень школи "Чорний Ведмідь"  |
| 1972 | ф | 14 амазонок                          | 十四女英豪         | солдат                        |
| 1972 | ф | Пірат Чжан Баоцзи                    | 海盜張保仔         | бандит                        |
| 1973 | ф | Геркулес Сходу                       | 碼頭大決鬥         |                               |
| 1973 | ф | Помста сильніших                     | 偷渡客             |                               |
| 1973 | ф | Маленький тигр із Кантона            | 廣東小老虎         | бандит                        |
| 1973 | ф | Майстер кунг-фу                      | 黃飛鴻             | учень Хуана                   |
| 1973 | ф | Громовий кулак                       | 賊王               | вуличний бандит               |
| 1973 | ф | Вихід Дракона                        | 龍爭虎鬥           | боєць на турнірі              |
| 1973 | ф | Удар тхеквондо                       | 跆拳震九州         | японець                       |
| 1974 | ф | Супермен проти Сходу                 | 四王一后           | бандит                        |
| 1974 | ф | З Китаю зі смертю                    | 狼狽為奸           |                               |
| 1973 | ф | Суперпарень-кунгфуїст                | 小霸王             |                               |
| 1974 | ф | Паризький вбивця                     | 巴黎殺手           |                               |
| 1974 | ф | Незаймані семи морів                 | 洋妓               |                               |
| 1974 | ф | Гонконзький найманець                | 鐵金剛大破紫陽觀   | бандит у храмі                |
| 1974 | ф | Турнір                               | 中泰拳壇生死戰     | учень                         |
| 1974 | ф | Велика гра                           | 猛虎鬥狂龍         |                               |
| 1975 | ф | Людин из Гонконгу                    | 直搗黃龍           | японський бандит              |
| 1975 | ф | Сміливці                             | 忠烈圖             | пірат                         |
| 1976 | ф | Таємні суперники                     | 南拳北腿           | учень                         |
| 1976 | ф | Поклик майстрів                      | 陸阿采與黃飛鴻     | учень майстра Пана            |
| 1976 | ф | Гімалаєць                            | 密宗聖手           |                               |
| 1976 | ф | Чарівний клинок                      | 天涯明月刀         |                               |
| 1976 | ф | Рука смерті                          | 少林門             | охоронець стріли              |
| 1976 | ф | Останнє випробування Шаоліня         | 少林木人巷         |                               |
| 1976 | ф | Братство                             | 江湖子弟           | людина Сань Хетана            |
| 1977 | ф | Убити Ягуара                         | 絕不低頭           | людина пана Кама              |
| 1977 | ф | Смертельні летаючі гільйотини        | 陰陽血滴子         |                               |
| 1977 | ф | Таємні суперники 2                   | 南拳北腿鬥金狐     |                               |
| 1977 | ф | Тигр завдає удару у відповідь        | 被迫               |                               |
| 1977 | ф | Невразливий                          | 鷹爪鐵布衫         |                               |
| 1977 | ф | Нефритовий тигр                      | 白玉老虎           |                               |
| 1977 | ф | Смертоносні янголи                   | 俏探女嬌娃         |                               |
| 1977 | ф | Смертельна дуель                     | 三少爺的劍         | бандит в таверні              |
| 1977 | ф | Порушена клятва                      | 破戒               | людина Ці                     |
| 1977 | ф | Змова Шаоліня                        | 四大門派           | боєць в школі                 |
| 1977 | ф | Герої Шаоліня                        | 大武士與小票客     | людина меча і ножа            |
| 1977 | ф | Зв'язок через нефритовий флакон      | 神腿鐵扇功         | боєць в ресторані             |
| 1978 | ф | Брудний тигр, божевільна жаба        | 老虎田雞           | боєць в казіно                |
| 1978 | ф | Воїни удвох                          | 贊先生與找錢華     | людина Грому                  |
| 1978 | ф | Вихід жирного дракона                | 肥龍過江           | бандит                        |
| 1978 | ф | Літаюча гільйотина 2                 | 清宮大刺殺         |                               |
| 1978 | ф | Мстива красуня                       | 血芙蓉             |                               |
| 1978 | ф | Swordsman and Enchantress            | 蕭十一郎           | охоронець пана Ляна           |
| 1978 | ф | Гра смерті                           | 死亡遊戲           | Біллі Ло (дублер)             |
| 1978 | ф | Астральне кунг-фу                    | 拳精               | майстер П'яти Кулаків         |
| 1978 | ф | Зірки кунг-фу                        | 脂粉大煞星         |                               |
| 1978 | ф | Мій майстер кунг-фу                  | 師父教落           | каскадер                      |
| 1978 | ф | Амстердамське убивство               | 荷京喋血           |                               |
| 1979 | ф | Дивна парочка                        | 搏命單刀奪命搶     | дублер                        |
| 1979 | ф | Чудовий м'ясник                      | 林世榮             | Лен Фун                       |
| 1979 | ф | Бійка                                | 雜家小子           | Іпао                          |
| 1979 | ф | Майстер із поламаними пальцями       | 刁手怪招           | бандит                        |
| 1980 | ф | Жертва                               | 身不由己           | боєць                         |
| 1980 | ф | Молодий майстер                      | 師弟出馬           | четвертий син                 |
| 1981 | ф | Блудний син                          | 敗家仔             | Лен Чан                       |
| 1981 | ф | Вежа смерті                          | 死亡塔             | монах                         |
| 1981 | ф | Дредноут                             | 勇者無懼           | Мишеня                        |
| 1982 | ф | Кишенькові злодії                    | 提防小手           | людина в банку                |
| 1983 | ф | Переможці та грішники                | 奇謀妙計五福星     | агент CID                     |
| 1983 | ф | Проект «А»                           | A計劃              | інспектор Хун Тинчі           |
| 1983 | ф | Чемпіони                             | 波牛               | Лі Тун                        |
| 1983 | ф | Зу: Воїни з чарівної гори            | 新蜀山劍俠         | Ді Мінци                      |
| 1984 | ф | Пом Пом                              | 神勇雙響炮         | водій сміттєвоза              |
| 1984 | ф | Закусочна на колесах                 | 快餐車             | Девід                         |
| 1985 | ф | Містер Вампір                        | 殭屍先生           | труп                          |
| 1985 | ф | Мої щасливі зірки                    | 福星高照           | Рікі                          |
| 1985 | ф | Ці веселі душі                       | 時來運轉           | Чу Чилун                      |
| 1985 | ф | Мої щасливі зірки 2                  | 夏日福星           | інспектор Рікі Фун            |
| 1986 | ф | Містер Вампір 2                      | 殭屍家族           | Єн                            |
| 1986 | ф | Над законом                          | 執法先鋒           | Джейсон Чан                   |
| 1986 | ф | Роза                                 | 神勇雙響炮續集     | «Маленький монстр» Ся         |
| 1986 | ф | Експрес мільйонерів                  | 富貴列車           | пожежник Цао                  |
| 1987 | ф | Східні кондори                       | 東方禿鷹           | Пацюк Кіт                     |
| 1988 | ф | В бігах                              | 亡命鴛鴦           | Хен Мін                       |
| 1988 | ф | Дракони назавжди                     | 飛龍猛將           | Тун Тебяо                     |
| 1988 | ф | Фотографія Німфи                     | 畫中仙             | Ші Ер                         |
| 1989 | ф | Крижана комета                       | 急凍奇俠           | Фан Шоучжен                   |
| 1989 | ф | Містер Гонконг                       | 奇蹟               |                               |
| 1989 | ф | Павичий король                       | 孔雀王子           | монах-павич                   |
| 1990 | ф | Сказання фенікса                     | 阿修羅             | Павич                         |
| 1990 | ф | Право красти                         | 龍鳳賊捉賊         | Фехтувальник                  |
| 1990 | ф | Шанхай, Шанхай                       | 亂世兒女           | Маленький Тигр                |
| 1991 | ф | Одного разу у Китаї                  | 黃飛鴻             | Лен Фун                       |
| 1992 | ф | Сонце, що заходить                   | 落陽               |                               |
| 1992 | ф | Хлопчина з Тибету                    | 西藏小子           | Лоба Вон-ла                   |
| 1992 | ф | Маленька кухня                       | 伙頭福星           | Тан Тачі                      |
| 1993 | ф | Меч, забруднений королівською кров'ю | 新碧血劍           | констебль Юань Шинчі          |
| 1993 | ф | Удар ногою                           | 黃飛鴻之鬼腳七     | Лау Ча                        |
| 1994 | ф | Циркачі                              | 馬戲小子           |                               |
| 1994 | ф | Смертельна мелодія                   | 六指琴魔           | Луй Лунь                      |
| 1995 | ф | Крута красуня                        | 怒海威龍           | Лі Чінтан                     |
| 1995 | ф | До дідька!                           | 冇面俾             | Вонг Юман                     |
| 1996 | ф | Герой-ластівка                       | 神偷燕子李三       | Лі Сань                       |
| 1996 | ф | Дракон з Шаоліня                     | 龍在少林           | Чун Ятшань / Маленький Дракон |
| 1997 | ф | Спійманий мисливець                  | 檔案X殺人犯        | Лінь Юефен                    |
| 1997 | ф | Герой                                | 馬永貞             | Там Сі                        |
| 1999 | ф | Герой                                | 中華英雄           | бос китайського дому          |
| 1999 | ф | Дракон Міленіуму                     | 紅牆盜影           | Ма Са                         |
| 2001 | ф | Кулак помсти                         | 拳神               | Гром                          |
| 2002 | ф | Жодних проблем 2                     | 無問題2            | Лам Кау                       |
| 2004 | ф | Історія боксера                      | 赤子拳王           |                               |
| 2004 | ф | Юний герой                           | 少年陳真           | пан Оу                        |
| 2004 | ф | Операція «Фенікс»                    | 大佬愛美麗         | Хун 1                         |
| 2006 | ф | Роб-Бі-Гуд                           | 寶貝計劃           | інспектор Стів Мок            |
| 2007 | ф | Битва за любов                       | 擊情歲月           |                               |
| 2007 | ф | Легенда про близнюків-драконів       | 雙龍記             |                               |
| 2009 | ф | Зворотня точка                       | Laughing Gor之變節 | Сянь                          |
| 2010 | ф | Майстер кунг-фу                      | 功夫大師           |                               |
| 2010 | ф | Ще один ящик Пандори                 | 越光寶盒           | Лю Бей                        |
| 2010 | ф | Іп Ман: Народження легенди           | 葉問前傳           | У Чунсо                       |
| 2011 | ф | Моє королівство                      | 大武生             | майстер Юй Шен'їн             |
| 2011 | ф | Імперія убивць                       | 刺客帝國           | Тань Чжун                     |
| 2012 | ф | Герой Тай-цзи                        | 太極Ⅱ：英雄崛起    | майстер Лі                    |